# Eleocharis ovata
Eleocharis ovata är en halvgräsart som först beskrevs av Albrecht Wilhelm Roth, och fick sitt nu gällande namn av Johann Jakob Roemer och Schult.. Eleocharis ovata ingår i släktet småsäv, och familjen halvgräs. Inga underarter finns listade i Catalogue of Life.